# Amor parental
El amor parental o apego parental es el vínculo emocional que se desarrolla entre padres (o cuidadores principales) e hijos. Desempeña un papel fundamental en el desarrollo psicológico, social y biológico de los niños.

## Perspectivas históricas
Varios escritores antiguos y medievales discutieron el tema del amor parental. En su obra Generación de los animales, el filósofo griego Aristóteles afirma:
Pareciera como si la propia naturaleza quisiera proporcionar un sentimiento de atención y cuidado hacia las crías. En los animales inferiores este sentimiento que ella implanta dura sólo hasta el momento del nacimiento; en otros, hasta que la cría alcanza su completo desarrollo; y en los que tienen más inteligencia (phronimôtera), hasta que se completa su crianza (ektrophên). Aquellos que están dotados de mayor inteligencia muestran intimidad y afecto (philia) hacia sus hijos incluso después de que han alcanzado su desarrollo completo (los seres humanos y algunos de los cuadrúpedos son ejemplos de ello).
Lucrecio, un poeta epicúreo del siglo I a. C., sostuvo que si bien el amor parental humano está muy extendido, carece de una base natural en comparación con los vínculos instintivos de los animales. Lo ilustra en sus representaciones del sacrificio de Ifigenia y el dolor de una vaca por su ternero, enfatizando tanto la fragilidad como la necesidad social de los lazos familiares humanos.
En su obra Suma teológica, Tomás de Aquino aborda la cuestión de si se debe amar más a los padres que a los hijos. En respuesta, sostiene que el grado de amor debe corresponderse a la semejanza del amado con Dios. Puesto que los padres sirven como origen o principio de la vida de un individuo, un papel más exaltado y parecido al de Dios, deben ser amados más que los hijos.

## Perspectivas modernas
El psicólogo Harry Harlow realizó una serie de experimentos en las décadas de 1950 y 1960 para estudiar la naturaleza del amor y el apego, particularmente entre los bebés y sus cuidadores. Utilizando monos rhesus como sujetos de estudio, Harlow separó a los monos bebés de sus madres biológicas y les proporcionó dos madres sustitutas: una hecha de alambre que proveía leche y otra hecha de tela suave que no proporcionaba alimento. Sus experimentos revelaron que las crías de mono preferían consistentemente pasar tiempo con la madre de tela, buscando consuelo y seguridad, especialmente en momentos de estrés, en lugar de con la madre de alambre que les proporcionaba alimento. Estos hallazgos desafiaron la creencia conductista prevaleciente en ese entonces de que el apego se basaba principalmente en la satisfacción de necesidades fisiológicas y destacaron la importancia de la calidez emocional y el contacto físico en la formación de vínculos tempranos.
El trabajo de Harry Harlow con monos rhesus precedió e influyó en el desarrollo de la teoría del apego, del psiquiatra y psicoanalista John Bowlby. Según Bowlby, los niños tienen que formar una relación estrecha con al menos un cuidador principal para asegurar su supervivencia y desarrollar un funcionamiento social y emocional saludable.
El biólogo evolucionista Nicholas Christakis incluye el amor a la progenie en su lista de ocho atributos humanos universales, junto al amor romántico, la amistad, las redes sociales, la cooperación y el sesgo endogrupal. Sostiene que los humanos han evolucionado para favorecer genéticamente a las sociedades que poseen esos atributos.
El Human Flourishing Program (Programa de Bienestar Humano) de la Universidad de Harvard ha llevado a cabo investigaciones sobre las prácticas de crianza y su impacto en el desarrollo y bienestar a largo plazo de los niños hasta la adultez. Los estudios han indicado que el estilo de crianza autoritativo, caracterizado por altos niveles de amor y disciplina por parte de los padres, generalmente se asocia con los resultados más favorables en el desarrollo infantil.

## Mecanismos biológicos
Algunos estudios muestran que la crianza humana, ya sea materna o paterna, se sustenta en una red compartida de «cuidado parental» corticolímbico cuya actividad está determinada por las señales hormonales y la experiencia de cuidado.